# Francisco de Asís Blas Aritio
Francisco de Asís Blas Aritio (Madrid, España, 24 de junio de 1950) es un psicólogo, profesor universitario y político español. Licenciado y doctor en Psicología por la Universidad Complutense de Madrid, ha sido profesor en esta universidad desde 1974. 
En 1986 fue nombrado director general de Enseñanza Superior del Ministerio de Educación y Ciencia hasta 1990 en que pasa a ser director general de Formación Profesional del mismo ministerio, ocuparía el cargo hasta 1995.